# Salvatore Aronica
Salvatore Aronica (Palermo, 20 de janeiro de 1978) é um treinador e ex-futebolista italiano que atuava como zagueiro ou lateral-esquerdo. Atualmente comanda o Trapani.

## Carreira
Como jogador, teve sua carreira construída principalmente em times do sul do país: defendeu clubes como Messina e Palermo (Sicília), Crotone e Reggina (Calábria), e Napoli (Campânia).

## Títulos
Juventus
- Copa Intercontinental: 1996
- Supercopa da UEFA: 1996
- Supercopa da Itália: 1997
- Serie A: 1997–98

Crotone
- Lega Pro Prima Divisione: 1999–00

Napoli
- Copa da Itália: 2011–12

Palermo
- Serie B: 2013–14